# Museum van Antalya
Het museum van Antalya (Turks: Antalya müzesi) is een oudheidkundig museum in de Turkse stad Antalya. Het is een van de grootste musea in Turkije en bewaart vooral archeologische vondsten uit de antieke regio's Lycië, Pamfylië, en Pisidië. 

## Geschiedenis

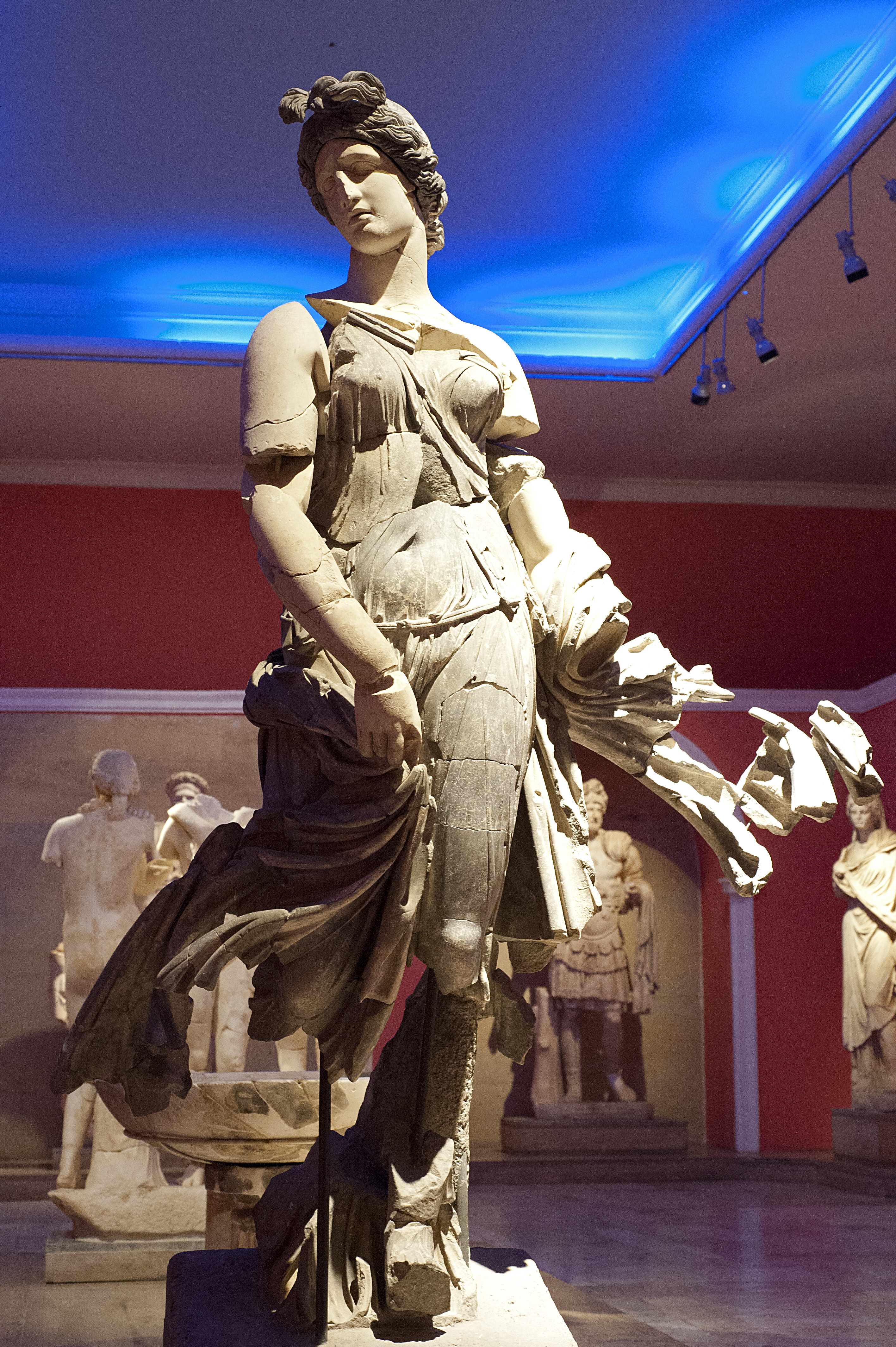
Romeins beeldwerk van dansende vrouw uit de 2e eeuw

Gedurende de Italiaanse bezetting van Antalya aan het eind van de Eerste Wereldoorlog werd in het kader van "conservatie van beschaving" door Italiaanse archeologen antiquiteiten verzameld en in het Italiaanse consulaat opgeslagen. In een poging de antiquiteiten van deze vorm van plundering te redden, liet Suleyman Fikri Erten, een middelbareschoolleraar aldaar, zich in 1919 door de gouverneur van Antalya tot vrijwilige antiquariaatambtenaar aanwijzen. Onder deze aanstelling redde hij de resterende antiquiteiten. Voor hun opslag creëerde hij een magazijnmuseum in de toen verlaten Bayraktar Baba graf, een tombe tegenover de Tekeli Mehmet Pasha moskee.
Erten richtte in 1922 de eerste permanente ruimte in voor wat het museum van Antalya zou worden in de Griekse Panayakerk (later de Alaaddin moskee), een van de vijf kerken die de Griekse inwoners van de stad noodgedwongen achterlieten bij de bevolkingsuitwisseling van 1922. Na 1937 verhuisde het museum naar de moskee Yivli Minaret in de historische wijk Kaleiçi.
Ten slotte werd 1972 het huidige museum gebouwd in de wijk Konyaaltı, waar het aanvankelijk een etnografisch museum werd. De collectie werd uitgebreid met opgravingen in de omgeving. In de periode 1982 tot 1985 werd het museum voor grote restauratiewerkzaamheden gesloten. Het ontving in 1988 van de Raad van Europa een eervolle vermelding in het kader van de uitreiking van het European Museum of the Year Award, voor de ontwikkeling van nieuwe en innovatieve aspecten waar andere Europese musea van konden leren.

## Beschrijving

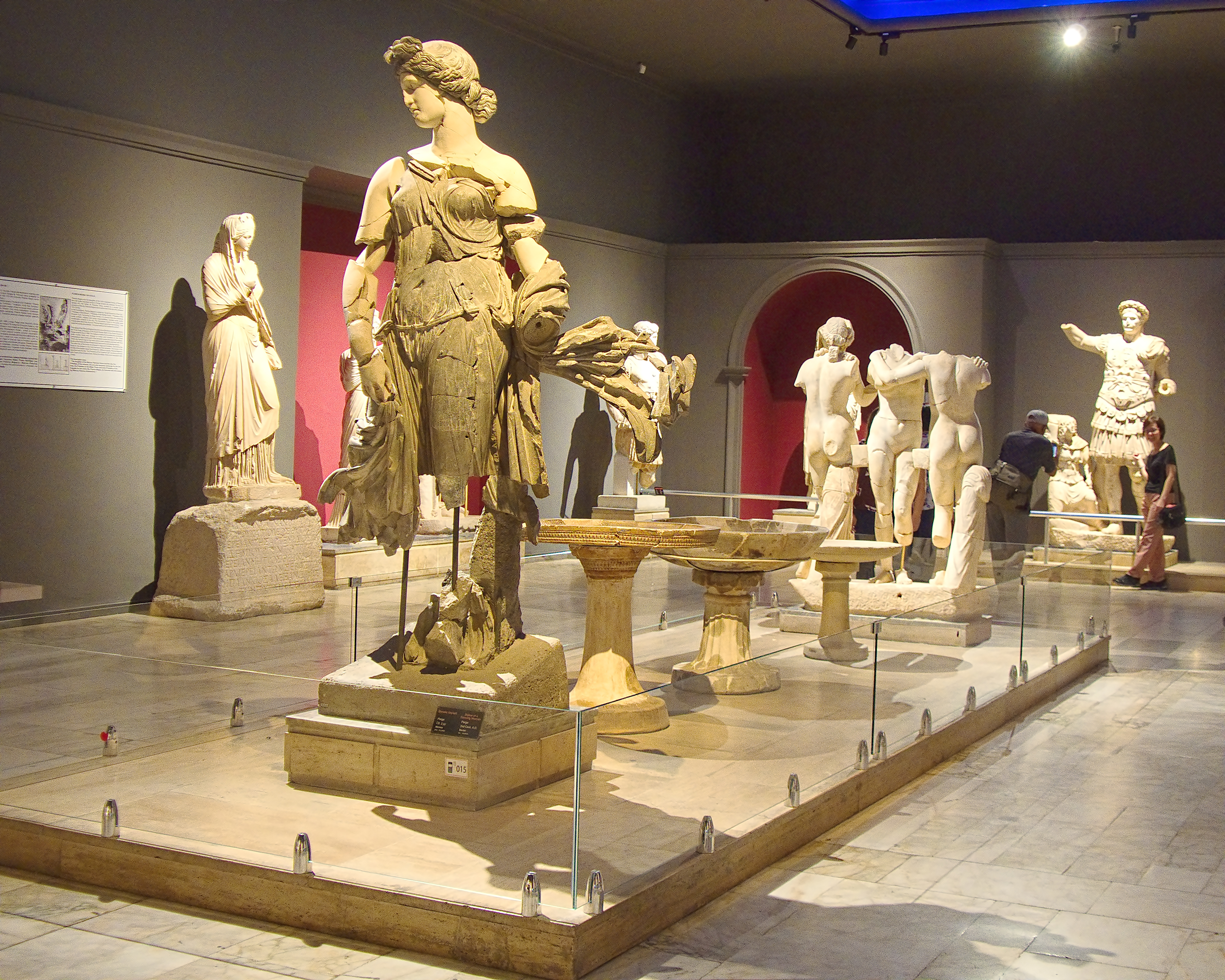
Keizerszaal

Het museum heeft twee verdiepingen en veertien tentoonstellingszalen verspreid over ruim 30.000 vierkante meter. De museumstukken zijn hier zowel binnen als in de open lucht tentoongesteld.
Het museum bevat met name de volgende zalen en museumstukken:
- Prehistorische zaal. Hier worden voorwerpen en fossielen tentoongesteld die zijn gevonden in nederzettingen als Karain-grot, Okuzini en Semahöyük. Deze komen allemaal uit de periode van voor de ontdekking van het schrift.
- Munten-, kleine artefacten- en iconenzaal. Tentoonstelling van munten uit de regio's Pamphylia, Pisidia en Lycia, evenals Elmalı munten, Turkse Beyliks, Anatolische Seljuk en Ottomaanse munten.
- Kindermuseum. Deze zaal, speciaal voor kinderen, bevat speelgoed uit de oudheid.
- Godenzaal. Met beelden van Griekse goden en godinnen uit de Griekse mythologie.
- Keizerszaal. Met keizerlijke beelden uit de Romeinse tijd, gevonden in de antieke stad Perge. Het bevat onder meer het standbeeld van keizer Hadrianus en de dansende vrouw.
- Regionale opgravingenzaal. Bevat met name de resultaten van archeologische opgravingen uit Lycië, Pamphylië en Pisidië.
- Mozaïekenzaal. Met in het bijzonder het mozaïek van de filosofen.
- Theater van Perge-zaal. Met monumentale beeldhouwwerken uit het antieke theater van Perge, waaronder het standbeeld van Marsyas.
- Sarcofagenzaal. Bevat met name sarcofagen die gevonden zijn gedurende de opgravingen van de necropolis van Perge.

## Afbeeldingen

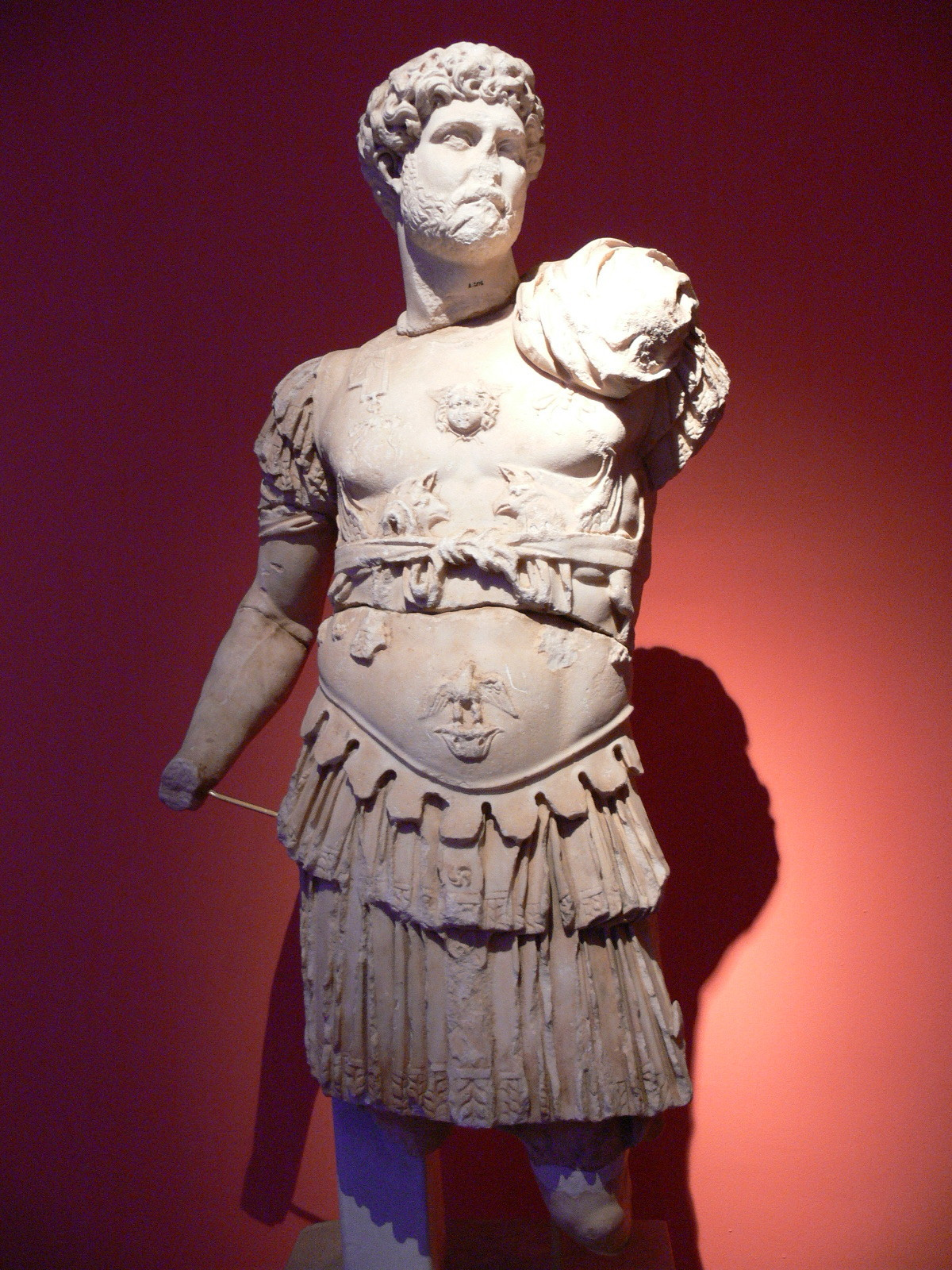
keizer Hadrianus
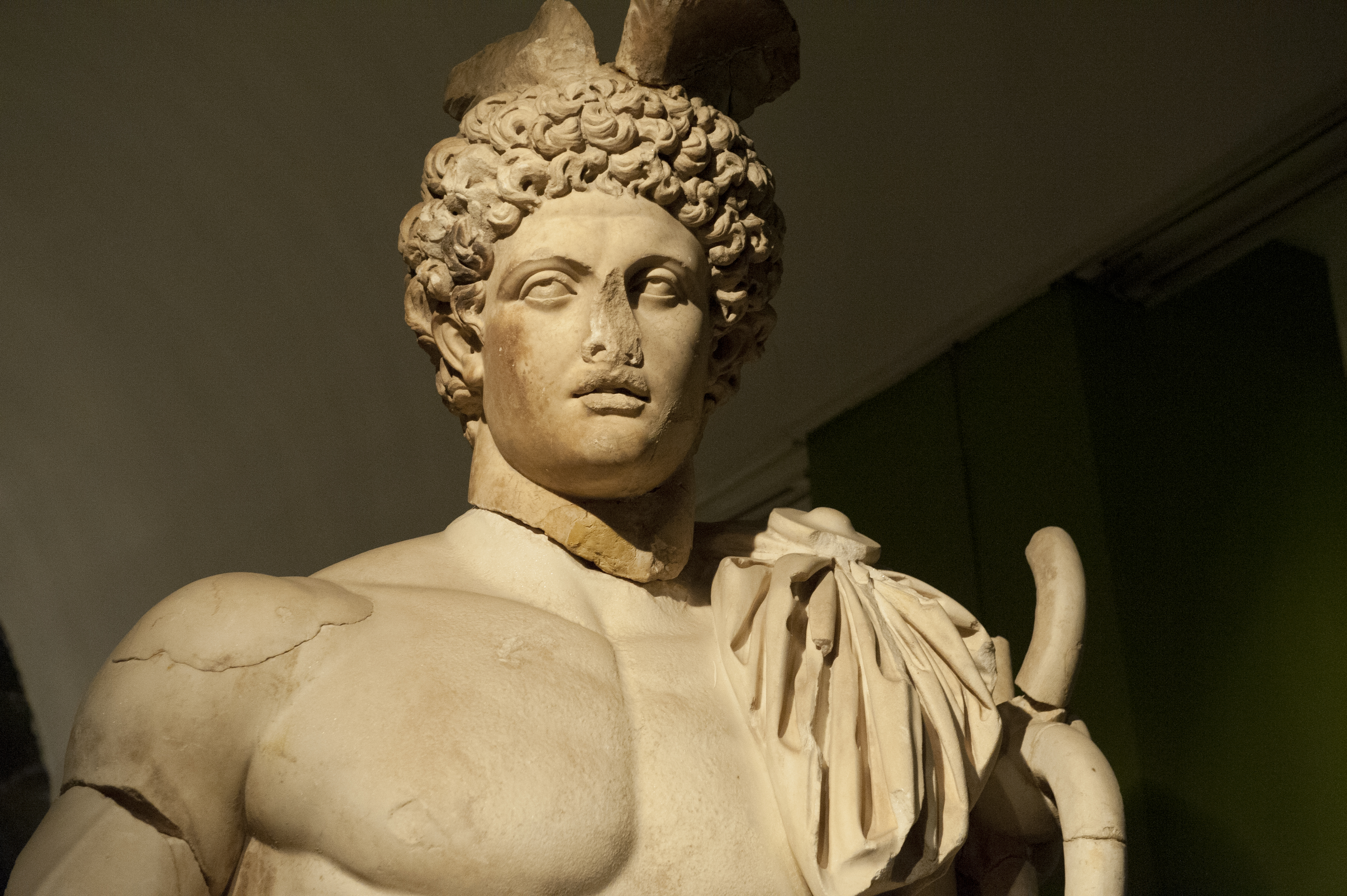
Hermes
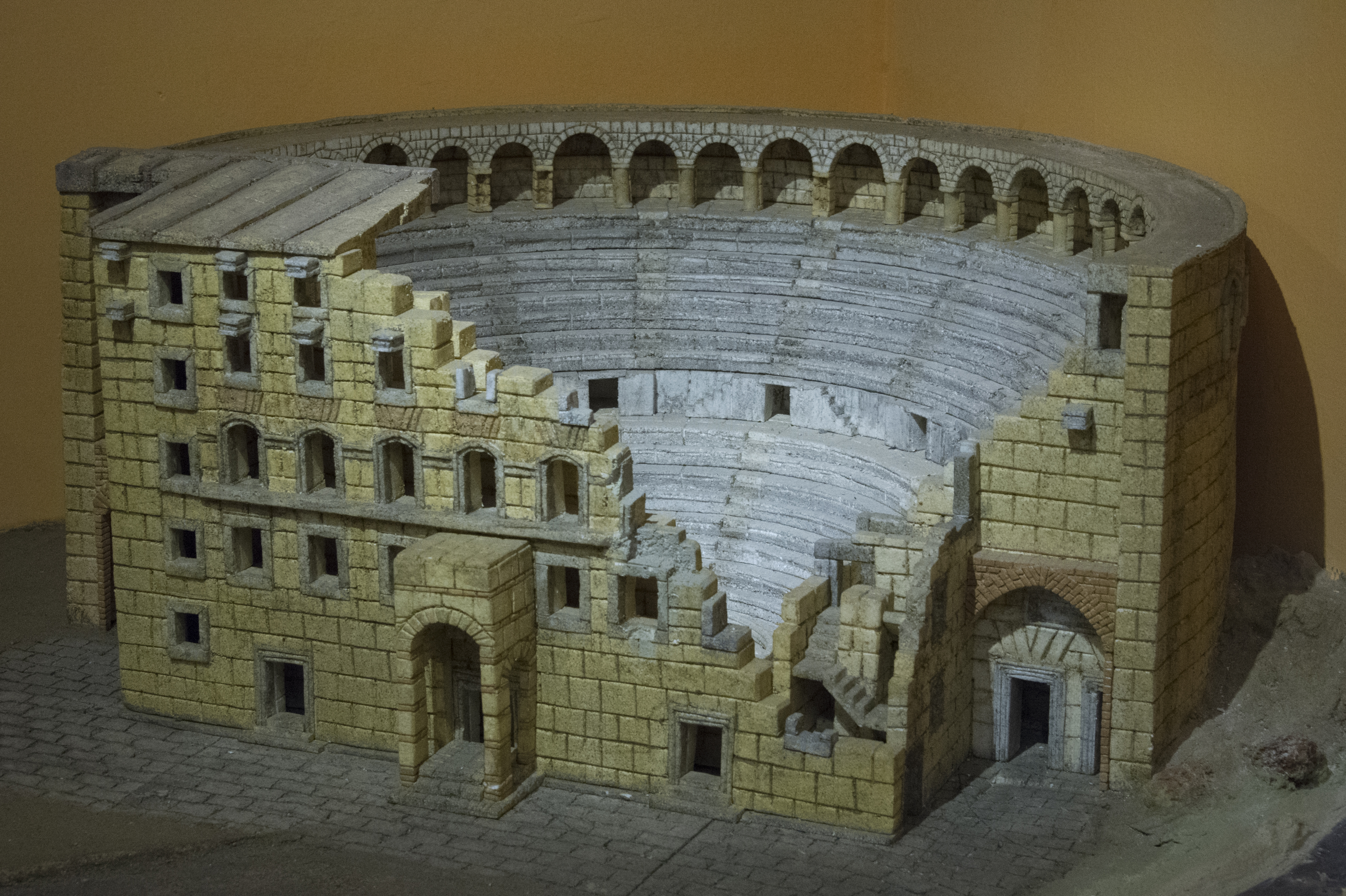
diorama van het theater van Aspendos
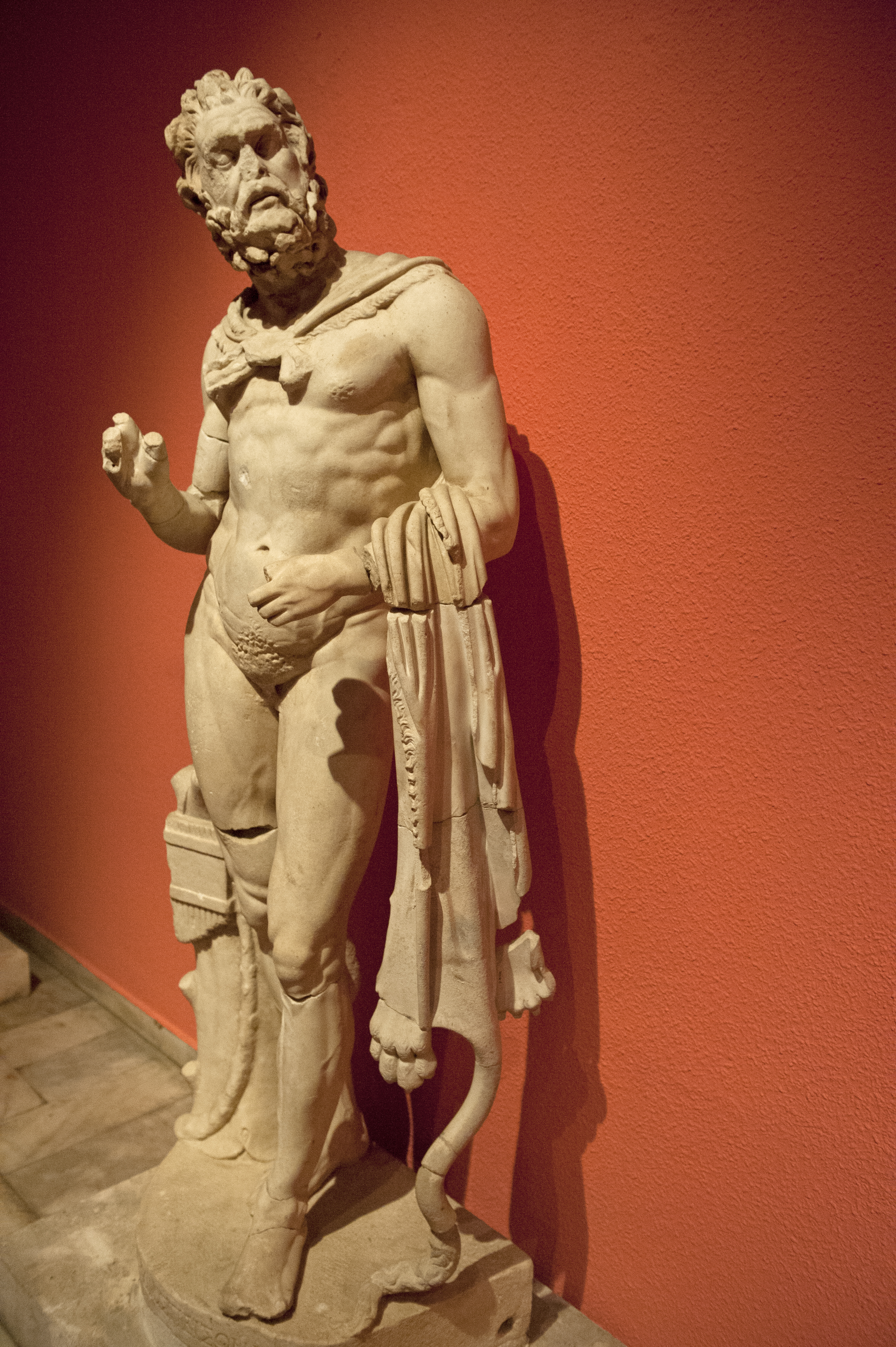
standbeeld van Marsyas uit Perge